# 水滸伝・天命の誓い
『水滸伝・天命の誓い』（すいこでん・てんめいのちかい）は、1989年3月に日本の光栄から発売されたPC-88SR用歴史シミュレーションゲーム。
中国の明の時代に書かれた四大奇書の一つである小説『水滸伝』を題材にしている。7人までのマルチプレイが可能。人物同士の相性、プレーヤー本人のいない領土には直接命令できない、勢力拡大などによって一定の人気を得ないと敵の本拠地に攻め込むことができない、ゲーム内でのタイムリミットの設定など新趣向が多く盛り込まれた。
開発は光栄が行い、プロデューサーはシブサワ・コウ、音楽は後にハドソンのNINTENDO 64用ソフト『デュアルヒーローズ』（1997年）を手掛けた木下伸司、サンテックジャパンのPlayStation用ソフト『里見の謎』（1996年）を手掛けた三井一正、エンディング曲はシンガーソングライターでもある滝沢洋一が担当している。
1989年から1990年にかけて様々な日本国産パソコン各機種に移植され、1990年にはファミリーコンピュータ、1996年にはPlayStation、セガサターンなどの家庭用ゲーム機に移植された。また、北米においてはPC/AT互換機、Classic Mac OS、Amiga用ソフトとして『Bandit Kings of Ancient China』のタイトルで発売された。2004年には携帯電話ゲームとして配信された。
後に廉価版として『コーエー定番シリーズ』として発売、Windows版はデジキューブやソースネクストからも販売され、コーエーのサイトでのダウンロード販売も行われた。またPC-9801版の復刻版が『コーエー25周年記念パック Vol.6』に収録され、「my GAMECITY クラシックゲーム館」でブラウザゲームとして配信、また「シブサワ・コウ アーカイブス」としてSteamにてダウンロード販売も行われている。

## 概要
ゲームの目的は、朝廷の奸臣高俅の打倒である。プレイヤーは好漢のうちの一人を選択し、仲間を集めたり、領土を得たりしながら軍事力をつけ「人気」というデータを高めていく。人気が一定の値に達すると、徽宗皇帝から高俅討伐の許可である勅命が下され、初めて高俅の本拠地への攻撃が可能になる。
それまでの光栄の歴史シミュレーションゲームのほとんどが天下統一などをゲームの目的としていたのに対して、本作では前述の通り、高俅打倒が目的となる。極端に言えば、たとえ領土を1つしか所有していなくてもゲームクリアが可能になっており、それまでの歴史シミュレーションゲームには無かった斬新なシステムだった。しかし、同社から発売された『信長の野望シリーズ』、『三國志シリーズ』がその後も続編が製作されているのに対し、本作は『水滸伝・天導一〇八星』（1997年）以外に続編は製作されていない。
また、本作の特徴の1つにはタイムリミットがあり、靖康の変のある1127年までにクリアしないと、金国が侵攻してくるイベントが発生して強制的にゲームオーバーとなる。
総登場人物数は255人で初代『三國志』（1985年）レベルであるが、扈三娘、孫二娘など女性キャラが多いのも特色で、潘金蓮、李師師など脇役的人物まで登場する。
どのシナリオにおいても、高俅はゲーム内最大勢力であり、花栄や関勝などの有力な人物が高俅の配下であるのに対して、プレイヤーは自分1人で領土も持たない状態でのゲーム開始となることや、自分でコマンドを実行して内政を行うよりもCPUに委任した方が遥かに効率が良いこと、戦闘時に城HEXの防御力が高いため、防御側が非常に有利であることなどの要因により、難易度はかなり高かった。

## ゲーム内容

### システム
最終目的は悪大臣・高俅を打倒することであるが、高俅がいる東京開封府には皇帝の勅命が無いと進軍できない。そこで領地を増やし、人気を獲得する。人気は好漢（プレイヤー）と配下の無頼漢の名声でもあり、人気の低いうちは能力値・精神値の高い人物は配下に加わってくれないが、人気を高めていけば徐々に配下を増やしていくことができるようになり、高俅を倒すための力をつけていける。
本作では1ヶ月が1ターンとなっており、ターン順はランダムに決定され、ターンが回ってきたらプレイヤーの好漢とその義兄弟に命令を出す。プレイヤー担当の好漢が府州（宋を構成する小さな国々、全部で49ある）を統治中か、各地を逃亡中かで実行できるコマンドは異なる。逃亡中の場合は仲間を増やしつつ、ねぐらとなる府州を探す。逃亡の際には仲間の無頼漢を9人まで連れて行くことができる（ねぐらにすることとした府州が既に他の勢力のものの場合は戦争となる）。府州を統治するようになったら、統治国の住民の「共鳴」を上げるなどの内政を行い、国力・軍事力が整えば別の空白地を支配下においたり他の好漢の領土や高俅の属領を攻めて領土拡大を行うことでさらに「人気」を高めていく。
プレイヤー好漢以外が統治する府州は基本的に委任であり、好漢と義兄弟の契りを交わした義兄弟が統治する府州のみプレイヤーが直接命令を下せる。内政に関しては好漢や義兄弟を使ってプレイヤーが直接命令するよりも能力の高い無頼漢に委任状態にしておいた方が、チートの恩恵を受けられる（プログラム上、プレイヤー好漢が月に1度しか実行できない内政コマンドが、委任された府州では強者の人数だけ体力消費無しで行なわれている）ため使い方によっては有用である。
こうして戦略と戦争を繰り返しつつゲームを進行していき、人気が250を越えた状態で1月を迎えれば皇帝に認められ、高俅討伐の勅令を得られる。勅令が得られていない場合、高俅を逃げ場のない状態に追い込んでいても、その州に攻め入ることができない。

### 戦争と四季
戦争は、6角HEXで行われる光栄のスタンダードなものだが、次のように能力による差別化や、小者（兵士）が0になっても無頼漢の体力で戦闘を継続するといった特徴がある。
・技量　60以上で弓攻撃が可能。85以上で直接無頼漢の体力にダメージを与える場合がある。
・知力　60以上で火計が使用可能。80以上で妖術が使用可能。

四季によって画面も地形効果も変化する独特のもので、それぞれ次の通りである。
- 春（3-5月） - 曇天が多く、曇りが条件の妖術が使いやすい。
- 夏（6-8月） - 雨が多いため火計が使いにくい。
- 秋（9-11月） - 夏とは逆に空気が乾燥し、落ち葉が多いので火計向き。
- 冬（12-2月） - 沼や湖が凍結し、徒歩で渡ることが可能となる。

春～秋の河や湖は船を所持していなければ侵入不可能であり、操舵能力を持っていないと下流に流され、MAP外に出ると撤退となる。

### 人物データ
登場する一人一人の人物は能力データ「腕力・技量・知力」のほかに、彼らの個性を特徴付けている「忠義・仁愛・勇気」の3つの精神データを持ち(最高値は100)、これらは人物同士の相性のほかにゲーム中の様々な事柄に影響してくる。
- 腕力 - 本人の腕っぷしの強さ。力仕事や戦争時の白兵戦に関係してくる。最高は95の魯智深・李逵。
- 技量 - 本人の器用さ。調達・物品製作や戦争時の遠距離攻撃などに影響してくる。40以上で消火、60以上で飛び道具が使用可能。85以上で飛び道具で敵強者の体力に直接ダメージを与えられる。技量60以上かつ知力50以上で武器の製造が可能。最高は95の花栄。
- 知力 - 本人の知識や賢さ。高いと計略や外交などに有利。60以上で火計、80以上で妖術が使える。90以上で妖術の有効範囲が広がる。最高は95の呉用。
- 忠義 - 本人の忠義を重んじる度合い。統治者の忠義が高いと訓練に有利だが、宴会に不利。最高は100の林冲。
- 仁愛 - 本人の仁愛を重んじる度合い。統治者の仁愛が高いと施しや奉仕に有利だが、調達に不利。最高は100の宋江。
- 勇気 - 本人の勇気を重んじる度合い。統治者の勇気が高いと狩猟に有利だが、外交に不利。最高は100の李逵。
- 体力 - 戦略・戦闘ともコマンドを実行するごとに減少。毎月自然回復するほか、宴会や休養でさらに回復。体力の上限値は人物ごとに違う。体力が低い無頼漢に命令すると、「気分が乗らない」などと拒否される。最高は100の魯智深・武松。
- 操舵 - 特殊能力。操舵の可否は人物によって決まっており変化しない。操舵が出来る人物は戦闘において川や湖に入る際の機動力が少なくてすみ、川に流されることが少ない。また、技量70以上で操舵ができる人物は船の製造が可能。
- 年齢 - 一応設定されてはいるが、ゲーム中に寿命で死ぬといった概念は無い[注釈 4]のであまり意味のないデータ。好漢と義兄弟になる際に兄となるか弟となるかの違い程度。

腕力・技量・知力の能力データには経験値が設定され、各コマンドをこなすことで、経験値が100になるごとに能力が1向上していく。ただし逃亡中は経験値が得られない。
一方精神データは、どれだけその人物が、3つのそれぞれの精神を重んじているのかを表し、3つの中で一番高い値を示すものが本人の性格タイプを決定する。例えば忠義の値が一番高い人物は、忠義を最も重んじる「忠義の人」扱いとなり、他の「忠義の人」とは相性が良くなる。仲間に加えたり、義兄弟の契りを交わしたりする際には重要となる。能力データと異なり、精神データは変化しない。精神データが低ければ、人気が低くても義兄弟となりやすい。

## シナリオ
シナリオ1 1101年 「林冲 高俅の手先を斬り逃亡するのこと」
選択できる好漢：林冲・武松・魯智深・楊志・史進（いずれも逃亡中）
シナリオ2 1103年 「宋江 誤って閻婆借を殺害するのこと」
選択できる好漢：宋江・武松・魯智深・晁蓋・楊志・林冲（以上逃亡中）・史進（25-河中府）
シナリオ3 1104年 「宋江 反詩を吟じ捕らえられるのこと」
選択できる好漢：魯智深（6-青州）・史進（25-河中府）・晁蓋（10-鄆州）・李俊（48-饒州）・李逵（逃亡中）
シナリオ4 1105年 「晁蓋 史文恭の毒矢に当たり戦死するのこと」
選択できる好漢：魯智深（6-青州）・史進（25-河中府）・李応（9-沂州）・宋江（10-鄆州）
MSX2版ではシナリオ数が2本少なくなっており、内容も若干異なる。
MSX2版シナリオ1 1101年 「林冲 高俅の手先を斬り逃亡するのこと」
選択できる好漢：林冲・武松・魯智深・楊志・史進（いずれも、逃亡中）
（他機種版のシナリオ1と同じ）
MSX2版シナリオ2 1104年 「晁蓋 宋江を刑場より助け出すのこと」
選択できる好漢：魯智深（6-青州）・史進（25-河中府）・晁蓋（10-鄆州）・李俊（48-饒州）・李応（9-沂州）・李逵（逃亡中）・宋江（逃亡中）
（他機種版のシナリオ3とほぼ同じだが、以下の点が異なる）
- 他機種版では罪人となっていて選択不可能な宋江が逃亡中の好漢として選択可能。
- 他機種版では選択不可能な好漢として登場する李応が選択可能。
- 他機種版では選択不可能な好漢として登場する裴宣とその配下たちは、無法者として登場する。

## 他機種版
| No. | タイトル                                         | 発売日                   | 対応機種                     | 開発元         | 発売元              | メディア                                              | 型式                                           | 備考            | Ref.                      |
| --- | ------------------------------------------------ | ------------------------ | ---------------------------- | -------------- | ------------------- | ----------------------------------------------------- | ---------------------------------------------- | --------------- | ------------------------- |
| 1   | 水滸伝・天命の誓い                               | 1989年4月                | X1turbo                      | 光栄           | 光栄                | 5インチフロッピーディスク                             | SJKN11008                                      |                 |                           |
| 2   | 水滸伝・天命の誓い                               | 1989年11月1日            | MSX2                         | 光栄           | 光栄                | フロッピーディスク ロムカセット                       | MXKN12011 (FD) MXKN12013 (ROM)                 |                 |                           |
| 3   | Bandit Kings of Ancient China                    | 1989年11月               | PC/AT互換機                  | 光栄           | 光栄                | フロッピーディスク                                    | -                                              |                 |                           |
| 4   | 水滸伝・天命の誓い                               | 1989年12月20日           | X68000                       | 光栄           | 光栄                | 5インチフロッピーディスク                             | SJKN13009 SJKN13010                            |                 |                           |
| 5   | 水滸伝・天命の誓い                               | 1989年                   | FM77AV                       | 光栄           | 光栄                | フロッピーディスク                                    | FUKN19005                                      |                 |                           |
| 6   | Bandit Kings of Ancient China                    | 1989年                   | Classic Mac OS               | 光栄           | 光栄                | フロッピーディスク                                    | -                                              |                 |                           |
| 7   | 水滸伝・天命の誓い                               | 1990年2月1日             | FM-TOWNS                     | 光栄           | 光栄                | CD-ROM                                                | HMB-108                                        |                 |                           |
| 8   | 水滸伝・天命の誓い Bandit Kings of Ancient China | 1990年6月25日 1990年12月 | ファミリーコンピュータ       | 光栄           | 光栄                | 3メガビット+128キロRAMロムカセット                    | KOE-XJ NES-XJ-USA                              |                 |                           |
| 9   | Bandit Kings of Ancient China                    | 1990年 1991年            | Amiga                        | 光栄           | 光栄 インフォグラム | フロッピーディスク                                    | -                                              |                 |                           |
| 10  | 水滸伝・天命の誓い                               | 1991年                   | PC-9801                      | 光栄           | 光栄                | 5インチフロッピーディスク 3.5インチフロッピーディスク | NFKN14026 (5") NFKN14027 (5") NHKN15005 (3.5") |                 |                           |
| 11  | 水滸伝・天命の誓い                               | 1996年10月4日            | PlayStation                  | 光栄           | 光栄                | CD-ROM                                                | SLPS-00521                                     | リメイク版      |                           |
| 12  | 水滸伝・天命の誓い                               | 1996年12月27日           | セガサターン                 | 光栄           | 光栄                | CD-ROM                                                | T-7624G                                        | リメイク版      |                           |
| 13  | コーエー定番シリーズ 水滸伝・天命の誓い          | 2000年12月15日           | Windows 98 - XP              | コーエー       | コーエー            | CD-ROM                                                | KN10-14103                                     |                 |                           |
| 14  | コーエー定番シリーズ 水滸伝・天命の誓い          | 2000年12月16日           | PlayStation                  | コーエー       | コーエー            | CD-ROM                                                | SLPM-86743                                     | 廉価版          |                           |
| 15  | コーエー25周年パックVol.6                        | 2003年11月28日           | Windows 98 - XP              | コーエー       | コーエー            | CD-ROM                                                | -                                              | PC-9801版の移植 | [ 2 ] [ 3 ] [ 4 ] [ 5 ]   |
| 16  | Mobile 水滸伝                                    | 2004年10月4日            | FOMA900iシリーズ （iアプリ） | コーエー       | コーエー            | ダウンロード                                          | -                                              |                 | [ 6 ] [ 7 ]               |
| 17  | Mobile 水滸伝                                    | 2007年10月24日           | Yahoo!ケータイ （S!アプリ）  | コーエー       | コーエー            | ダウンロード                                          | -                                              |                 | [ 8 ] [ 9 ] [ 10 ] [ 11 ] |
| 18  | 水滸伝・天命の誓い                               | 2012年12月20日           | ブラウザゲーム               | コーエーテクモ | コーエーテクモ      | ダウンロード （クラシックゲーム館）                   | -                                              |                 | [ 12 ] [ 13 ]             |
| 19  | シブサワ・コウ アーカイブスパック Vol.3          | 2017年2月22日            | Windows 7/8.1/10             | コーエーテクモ | コーエーテクモ      | ダウンロード (Steam)                                  | -                                              |                 | [ 14 ] [ 15 ] [ 16 ]      |

## 音楽
サウンドトラック
- 水滸伝・天命の誓い H29E-20003
- 光栄オリジナルBGM集Vol.2 信長の野望・戦国群雄伝/水滸伝・天命の誓い H27E-20008

## 評価
ファミリーコンピュータ版
ゲーム誌『ファミコン通信』の「クロスレビュー」では合計27点（満40点）、ゲーム誌『ファミリーコンピュータMagazine』の読者投票による「ゲーム通信簿」での評価は以下の通りとなっており、20.54点（満30点）となっている。
| 項目 | キャラクタ | 音楽 | 操作性 | 熱中度 | お買得度 | オリジナリティ | 総合  |
| 得点 | 3.74       | 3.55 | 3.36   | 3.64   | 2.84     | 3.41           | 20.54 |
PlayStation版
ゲーム誌『ファミ通』の「クロスレビュー」では合計23点（満40点）となっている。
セガサターン版
ゲーム誌『ファミ通』の「クロスレビュー」では合計24点（満40点）となっている。